# Svaveldiklorid
Svaveldiklorid är en kemisk förening av svavel och klor med formeln SCl2.

## Framställning
Svaveldiklorid framställs genom klorering av svavel eller disvaveldiklorid (S2Cl2).
1.  {\displaystyle {\rm {S_{8}+4\ Cl_{2}\rightarrow 4\ S_{2}Cl_{2}}}}
2.  {\displaystyle {\rm {S_{2}Cl_{2}+Cl_{2}\rightarrow 2\ SCl_{2}}}}

## Användning
Svaveldiklorid används inom organisk syntes för att bilda tioetrar, till exempel senapsgas som bildas av svaveldiklorid och etylen.